# Reidar Holter
Reidar Durie Holter (ur. 28 grudnia 1892 w Kristianii, zm. 19 czerwca 1953 w Los Angeles) – norweski wioślarz. Brązowy medalista olimpijski. 
Holter uczestniczył w igrzyskach olimpijskich w Sztokholmie (1912) w jednej konkurencji wioślarstwa: czwórka ze sternikiem mężczyzn (łodzie z wewnętrznymi odsadniami) (3. miejsce; wraz z Clausem Høyerem, Magnusem Hersethem, Frithjofem Olstadem i Olavem Bjørnstadem).